# 2012年夏季奥林匹克运动会中国击剑队
中國國家擊劍隊一共派出32人参加2012年伦敦夏季奥林匹克运动会，其中运动员20人，官员与工作人员12人，领队為蔡家东。

## 人员构成
- 官员及工作人员（12人）：
  - 領队：蔡家东，副领队：王伟；
  - 教练员：王键、鲍埃尔、王海滨、赵刚、肖剑、张永春、王钰；
  - 管理：季道明、邵静，医生：高明。
- 运动员（20人）：
  - 男运动员（10人）：雷声；
  - 女运动员（10人）：孙玉洁、李娜、许安琪、骆晓娟。

## 男选手成绩

### 男子花剑个人
2012年7月31日，中国参加男子花剑个人项目的雷声获得金牌。

## 女选手成绩

### 女子重剑团体
中国女子重剑队员孙玉洁、李娜、许安琪、(替补：骆晓娟)组成的中国队获得金牌。